# Richard Frank Stika
Richard Frank Stika (Saint Louis, 4 luglio 1957) è un vescovo cattolico statunitense, dal 27 giugno 2023 vescovo emerito di Knoxville.

## Biografia
Richard Frank Stika è nato a Saint Louis il 4 luglio 1957 da Frank Stika ed Helen (nata Musielak). Suo padre era di origini ceche e sua madre polacche. Terzo di quattro figli, ha tre fratelli: Lawrence, Robert e Joseph. È stato battezzato nella chiesa di San Francesco di Sales il 21 luglio 1957.

### Formazione e ministero sacerdotale
Ha frequentato la Epiphany of Our Lord School a South Saint Louis. Ha quindi studiato alla St. Augustine Minor Seminary High School, un collegio per ragazzi a Holland, in Michigan, per un anno prima di entrare alla Bishop DuBourg High School di Saint Louis dove si è diplomato nel 1975. Ha poi studiato all'Università di Saint Louis dove ha conseguito un Bachelor of Science in business nel 1979. In seguito è stato ammesso al Kenrick-Glennon Seminary dove ha conseguito un Bachelor of Arts in filosofia nel 1981 e un Master of Divinity nel 1985.
Il 1º maggio 1985 è stato ordinato diacono dal cardinale John Joseph Carberry. Il 14 dicembre dello stesso anno è stato ordinato presbitero per l'arcidiocesi di Saint Louis da monsignor John Lawrence May. Il giorno successivo ha celebrato la sua prima messa nella chiesa dell'Epifania di Nostro Signore a Saint Louis. In seguito è stato vicario parrocchiale della parrocchia di Maria Regina della Pace a Webster Groves dal gennaio del 1986 al giugno del 1991; direttore spirituale del Catholic Youth Council e vicario parrocchiale della parrocchia di San Paolo a Fenton dal giugno del 1991 al giugno del 1992; direttore aggiunto dell'ufficio per le vocazioni dal 1991 al 1994; maestro delle cerimonie e vicario parrocchiale della parrocchia della cattedrale di San Luigi a Saint Louis dal giugno del 1992 al marzo del 1994; segretario dell'arcivescovo Justin Francis Rigali dal 1994 al 1997; cancelliere arcivescovile dal 1994 al 2004; vicario generale e vicario per i religiosi dal 1997 al 2004; membro del collegio dei consultori dal 1997 al 2008; delegato dell'arcidiocesi per l'organizzazione "Fleur de Lis" dal 1998 al 2009; cappellano arcidiocesano del Sovrano Militare Ordine di Malta dal 2000 al 2006; vicario episcopale per i sacerdoti dal 2002 al 2005; parroco della parrocchia dell'Annunziata a Ladue, vicario episcopale per la protezione dell'infanzia e della gioventù, delegato dell'arcivescovo presso il comitato di revisione dell'arcidiocesi, presidente del comitato per la sicurezza dei bambini dal 2004 al 2009 e cappellano del Carmelo di San Giuseppe dal novembre del 2004 al marzo del 2009.
Ha coordinato la visita di papa Giovanni Paolo II a Saint Louis del 1999.
Il 28 giugno 1995 è stato nominato prelato d'onore di Sua Santità.
Nell'ottobre del 2004 ha subito un intervento di bypass aorto-coronarico multiplo.

### Ministero episcopale
Il 12 gennaio 2009 papa Benedetto XVI lo ha nominato vescovo di Knoxville. Ha ricevuto l'ordinazione episcopale il 19 marzo successivo nel Convention Center di Knoxville dal cardinale Justin Francis Rigali, arcivescovo metropolita di Filadelfia, co-consacranti l'arcivescovo di Louisville Joseph Edward Kurtz e l'eparca di Nostra Signora del Libano a Los Angeles Robert Joseph Shaheen. Come vescovo, è il leader spirituale di quasi 60 000 cattolici del Tennessee orientale.
Nel gennaio del 2012 ha compiuto la visita ad limina.
Possedendo facoltà bi-rituali, monsignor Stika può anche celebrare la liturgia secondo il rito maronita, appartenente a una Chiesa cattolica orientale in piena comunione con il papa. È anche membro dei Cavalieri di Colombo.
In seno alla Conferenza dei vescovi cattolici degli Stati Uniti è membro del comitato per la Chiesa nell'Europa centrale e orientale e del comitato per la protezione dell'infanzia e della gioventù.
È membro dei consigli di amministrazione delle Figlie di San Paolo a Saint Louis, della Papal Foundation e del Southeast Pastoral Institute (SEPI).
È un caro amico del cardinale Justin Francis Rigali. Dopo il ritiro di questi dalla guida dell'arcidiocesi di Filadelfia lo ha invitato a risiedere nella sua diocesi.
È un fan della squadra di baseball dei St. Louis Cardinals e ha un cane di razza cockapoo, un incrocio tra le razze cocker spaniel e barboncino, di nome Rosie.
Monsignor Stika soffre di diabete mellito di tipo 1 e utilizza un microinfusore. Ha subito un lieve infarto nel 2009. Nel 2018 si è sottoposto a un intervento di angioplastica.
Il 27 giugno 2023 papa Francesco accoglie la sua rinuncia al governo pastorale della diocesi di Knoxville.

## Genealogia episcopale
La genealogia episcopale è:
- Cardinale Scipione Rebiba
- Cardinale Giulio Antonio Santori
- Cardinale Girolamo Bernerio, O.P.
- Arcivescovo Galeazzo Sanvitale
- Cardinale Ludovico Ludovisi
- Cardinale Luigi Caetani
- Cardinale Ulderico Carpegna
- Cardinale Paluzzo Paluzzi Altieri degli Albertoni
- Papa Benedetto XIII
- Papa Benedetto XIV
- Papa Clemente XIII
- Cardinale Enrico Benedetto Stuart
- Papa Leone XII
- Cardinale Chiarissimo Falconieri Mellini
- Cardinale Camillo Di Pietro
- Cardinale Mieczysław Halka Ledóchowski
- Cardinale Jan Maurycy Paweł Puzyna de Kosielsko
- Arcivescovo Józef Bilczewski
- Arcivescovo Bolesław Twardowski
- Arcivescovo Eugeniusz Baziak
- Papa Giovanni Paolo II
- Cardinale Justin Francis Rigali
- Vescovo Richard Frank Stika

## Araldica
| Stemma | Descrizione |
| ------ | --- |
|        | Secondo la tradizione araldica ecclesiastica dei paesi anglosassoni, lo stemma del vescovo è impalato con quello della diocesi a simboleggiare la relazione tra l'uomo e l'ufficio che ricopre. Nella parte destra dello scudo (in araldica, destra e sinistra si scambiano dal punto di vista dell'osservatore poiché è consuetudine considerare la parte destra e sinistra dal punto di vista del soldato che teneva in mano il proprio scudo e lo descriveva dal suo punto di vista), troviamo rappresentato lo stemma della diocesi di Knoxville. Esso è stato progettato nel 1988 dal diacono Paul Sullivan ed è costituito da una croce oro, tratta dallo stemma di papa Giovanni Paolo II, che ha istituito la diocesi, caricata con tre piccole croci rosse che rappresentano le tre diocesi dello stato del Tennessee. I quarti creati dalla croce sono caricati con elementi che alludono alle caratteristiche naturali che dominano il paesaggio del Tennessee orientale: montagne, fiori di corniolo e il fiume Tennessee. Il traliccio ferroviario nel quarto in basso a destra ricorda gli immigrati irlandesi che hanno portato la fede cattolica nella zona. Molti di essi hanno lavorato alla costruzione di ferrovie, in particolare nei tralicci. Nella parte sinistra dello scudo vi è lo stemma di monsignor Stika. Esso è composto da un campo azzurro caricato con uno scaglione per metà rosso e per metà argento. L'azzurro è il colore della Beata Vergine Maria e in questo contesto ricorda anche lo stemma dell'arcidiocesi di Saint Louis dove il vescovo Stika ha prestato servizio come sacerdote per più di 23 anni. Lo scaglione ricorda una squadra da falegname, un emblema tradizionale di San Giuseppe, per cui il vescovo ha una devozione speciale. I colori dello scaglione ricordano i fasci di luce che Santa Maria Faustina Kowalska vide uscire dal Sacro Cuore di Gesù, che le apparve nel 1931. Anche la croce gigliata e la corona sono elementi tratto dallo stemma dell'arcidiocesi di Saint Louis in quanto simboleggiano San Luigi IX di Francia. Il pesce presente sotto lo scaglione è un antico simbolo del Signore Gesù. Già nel I secolo d.C., i cristiani di lingua greca usavano il semplice disegno di un pesce - ichthys in greco - per identificare se stessi e le loro case perché esse sono le prime lettere della frase greca che sta per "Gesù Cristo, Figlio di Dio, Salvatore". Il pesce raffigurato sullo stemma è un luccio e allude al cognome del vescovo: la parola ceca štika si riferisce a questo particolare tipo di pesce. Come motto ha scelto l'espressione "Iesu confido in Te". Santa Faustina fece fare un'immagine della visione che ebbe del Signore. Essa è incisa in basso con le parole polacche "Jesu Ufam Tobie". Queste parole tratte dall'immagine della Divina Misericordia formano il motto del vescovo, che è scritto in latino sul rotolo sotto lo scudo. Lo stemma è completato con gli ornamenti esterni che sono una croce processionale episcopale d'oro, posta dietro allo scudo e che si estende sopra e sotto lo stesso e un cappello ecclesiastico chiamato galero, con sei nappe in tre file su entrambi i lati dello scudo. Queste sono le insegne araldiche di un prelato del grado di vescovo come da disposizione della Santa Sede del 31 marzo 1969. |